# Michel de Rosen
Michel de Rosen (nacido el 18 de febrero de 1951) es el presidente de Faurecia y fue el director ejecutivo de Eutelsat Communications de 2009 a 2016. Es miembro no ejecutivo de la junta directiva de ABB. Fue director ejecutivo y presidente del consejo de administración de ViroPharma desde agosto de 2002 hasta mayo de 2008. De 1982 a 1999, de Rosen ocupó varios cargos en Rhône-Poulenc (Francia) y Rhone-Poulenc Rorer (ahora Sanofi Aventis), incluido el director ejecutivo desde mayo de 1995 hasta diciembre de 1999, y el presidente del consejo de administración de 1996 a 1999.
De 1976 a 1982, de Rosen fue auditor de los Ministerios franceses de Finanzas y Defensa.
Michel de Rosen tiene una Maestría en Administración de Empresas de HEC Paris.